# Drietakkig rooddonswier
Drietakkig rooddonswier (Antithamnionella ternifolia) is een roodwier uit de klasse Florideophyceae. De wetenschappelijke naam van de soort werd in 1845 voor het eerst geldig gepubliceerd door J.D. Hooker & W.H. Harvey.

## Kenmerken
Drietakkig rooddonswier heeft een felrode kleur en wordt 1 tot 2 cm hoog. Het thallus (vorm van de plant) lijkt veel op de eveneens niet-inheemse soort Antithamnionella spirographidis en bestaat uit filamenten. De hoofdas bestaat uit één rij van cilindrische cellen (of cellen die gezwollen zijn aan de bovenkant). Op elk segment staan kransen van drie-vier zijtakken. De basale cel van de zijtakken is korter dan de rest van de cellen in de zijtak. Kliercellen zijn frequent aanwezig en zijn geplaatst op de tweede en/of derde cel van de zijtakjes.

## Verspreiding en leefgebied
Het oorsprongsgebied van het drietakkig rooddonswier is onduidelijk, vermoedelijk is het afkomstig uit de zuidelijke hemisfeer. Deze exotische roodwier is in Europese wateren terechtgekomen, en zich verder verspreid hebben, door zich vast te hechten op scheepsrompen en touwen. Ondertussen heeft het zich over de gehele Atlantische kust van Europa verspreid. De soort heeft een snelle groeisnelheid en groeit overvloedig op alle soorten ondergrond, inclusief zeegrasbladeren, algen, dieren, kiezelstenen en kunstmatige materialen, onder een breed scala van omstandigheden.